# Eilema muscula
Eilema muscula là một loài bướm đêm thuộc phân họ Arctiinae, họ Erebidae.